# Log Horizon
Log Horizon (ログ・ホライズン?, Rogu Horaizun) è una serie di light novel scritta da Mamare Touno e illustrata da Kazuhiro Hara, inizialmente caricata sul sito Shōsetsuka ni narō dal 2010, poi pubblicata da Enterbrain in formato tankōbon dal 31 marzo 2011 al 20 marzo 2018.
Dalla serie sono stati tratti diversi manga e una serie anime, prodotta da Satelight e trasmessa da NHK E. La prima stagione dell'anime è andata in onda in Giappone a partire dal 6 ottobre 2013 ed è composta da 25 episodi; la seconda stagione è andata in onda in anteprima l'ottobre 2014 ed è anch'essa composta da 25 episodi. Una terza stagione dell'anime era stata annunciata per l'ottobre 2020, ma a causa dell'emergenza pandemica da Covid-19 è stata posticipata al 13 gennaio 2021.

## Trama
Elder's Tale è il MMORPG fantasy più famoso e popolare al mondo, con milioni di giocatori. Dopo la distribuzione dell’undicesima espansione, la Novasphere Pioneers, per motivi sconosciuti quasi quarantamila giocatori collegati al server giapponese ed altri provenienti dal resto del mondo si ritrovano improvvisamente trasportati all’interno del gioco, nelle vesti dei loro avatar. Da questo momento, chiamato Apocalisse, il gioco diventa la loro nuova realtà, a cui abituarsi, però, non è così semplice.
Shiroe, un giocatore socialmente schivo, inizia così un percorso, assieme agli amici Naotsugu e Akatsuki, che lo porterà a fondare una nuova gilda, la Log Horizon, e a migliorare le sorti di quello strano mondo, affinché tutti possano vivere in armonia.

## Personaggi

### Log Horizon
Shiroe (シロエ?)
Doppiato da: Takuma Terashima
Naotsugu (直継?)
Doppiato da: Tomoaki Maeno
Akatsuki (アカツキ?)
Doppiata da: Emiri Katou
Nyanta (にゃん太?)
Doppiato da: Jouji Nakata
Minori (ミノリ?)
Doppiata da: Nao Tamura
Tohya (トウヤ?)
Doppiato da: Daiki Yamashita
Rundelhous Code (ルンデルハウス・コード?, Runderuhausu Koodo)
Doppiato da: Tetsuya Kakihara
Isuzu (五十鈴?)
Doppiata da: Eriko Matsui
Tetra (てとら?, Tetora)
Doppiata da: Yukiyo Fujii

## Media

### Light novel
La serie di light novel è stata scritta da Mamare Touno e illustrata da Kazuhiro Hara. Inizialmente Log Horizon è apparso a puntate sul sito di contenuti generati dagli utenti Shōsetsuka ni narō a partire dal 13 aprile 2010, e successivamente ha iniziato a essere pubblicato in forma di libro cartaceo da Enterbrain dal 31 marzo 2011. La serie si è conclusa il 30 marzo 2018 con tredici volumi in totale.
| Nº | Titolo italiano (traduzione letterale) Giapponese 「Kanji」 - Rōmaji                   | Data di prima pubblicazione                                                                   | Data di prima pubblicazione |
| Nº | Titolo italiano (traduzione letterale) Giapponese 「Kanji」 - Rōmaji                   | Giapponese                                                                                    |                             |
| 1  | L'inizio di un altro mondo 「異世界のはじまり」 - Isekai no hajimari                   | 31 marzo 2011 ISBN 978-4-04-727145-6                                                          |                             |
| 2  | I cavalieri di Camelot 「キャメロットの騎士たち」 - Kyamerotto no kishi-tachi          | 30 maggio 2011 ISBN 978-4-04-727298-9                                                         |                             |
| 3  | La fine del gioco (parte 1) 「ゲームの終わり【上】」 - Gēmu no owari [Jō]              | 31 agosto 2011 ISBN 978-4-04-727413-6                                                         |                             |
| 4  | La fine del gioco (parte 2) 「ゲームの終わり【下】」 - Gēmu no owari [Ge]              | 30 settembre 2011 ISBN 978-4-04-727543-0                                                      |                             |
| 5  | Una domenica ad Akiba 「アキバの街の日曜日」 - Akiba no machi no nichiyōbi             | 30 novembre 2011 ISBN 978-4-04-727669-7                                                       |                             |
| 6  | Figlio perduto dell'alba 「夜明けの迷い子」 - Yoake no mayoigo                         | 30 marzo 2013 ISBN 978-4-04-728235-3                                                          |                             |
| 7  | L'oro di Kunie 「供贄の黄金」 - Kunie no ougon                                         | 20 dicembre 2013 ISBN 978-4-04-729175-1 (ed. regolare) ISBN 978-4-04-729176-8 (ed. limitata)  |                             |
| 8  | Le allodole prendono il volo 「雲雀(ひばり)たちの羽ばたき」 - Hibari-tachi no habataki | 29 settembre 2014 ISBN 978-4-04-729926-9 (ed. regolare) ISBN 978-4-04-729927-6 (ed. limitata) |                             |
| 9  | Kanami, Go! Est! 「カナミ、ゴー！イースト！」 - Kanami, Gō! Īsuto!                     | 27 marzo 2015 ISBN 978-4-04-730190-0                                                          |                             |
| 10 | Compensazione della Novasphere 「ノウアスフィアの開墾」 - Noasfia no kaikon            | 30 settembre 2015 ISBN 978-4-04-730674-5                                                      |                             |
| 11 | Krusty, Tycoon Lord 「クラスティ・タイクーン・ロード」 - Kurasuti Taikūn Rōdo          | 30 marzo 2018 ISBN 978-4-04-730674-5                                                          |                             |

### Manga
La serie di romanzi ha ricevuto quattro adattamenti manga, tutti scritti da Mamare Touno (già autore delle light novel). Il primo adattamento è illustrato da Motoya Matsu e intitolato Log Horizon Gaiden: Honey Moon Logs. È stato serializzato dal 27 gennaio 2012 al 27 giugno 2014 nella rivista Dengeki Daioh edita da ASCII Media Works. Il secondo adattamento è illustrato da Kazuhiro Hara e intitolato semplicemente Log Horizon. È stato serializzato dal 18 maggio 2012 al 28 giugno 2013 nella rivista Famitsu Comic Clear di Enterbrain. Il terzo adattamento è illustrato da Koyuki e intitolato Log Horizon: Nishikaze no Ryōdan. È stato serializzato dal 9 luglio 2012 al 9 marzo 2018 prima su Age Premium e poi su Dragon Age, entrambe di Fujimi Shobō. Un altro manga illustrato da Sōchū e intitolato Log Horizon Gaiden: Nyanta-honcho shiawase no Recipe, è stato serializzato dal 21 dicembre 2012 al 31 marzo 2018 sulla rivista Comic B's LOG di Enterbrain e raccolto in 6 volumi. Un'altra serie, dal titolo Log Horizon: Kanami, Go! Est! e illustrato da Kou, è stato serializzato dal 1º ottobre 2015 al 1º dicembre 2016 su Comic B's LOG di Enterbrain e raccolto in due volumi.

#### Volumi
| Log Horizon Gaiden: Honey Moon Logs (4 volumi)                  |                   |                        |
| 1                                                               | 27 febbraio 2013  | ISBN 978-4-04-891353-9 |
| 2                                                               | 27 febbraio 2013  | ISBN 978-4-04-891354-6 |
| 3                                                               | 27 settembre 2013 | ISBN 978-4-04-891938-8 |
| 4                                                               | 27 agosto 2014    | ISBN 978-4-04-866701-2 |
| Log Horizon (1 volume)                                          |                   |                        |
| 1                                                               | 15 febbraio 2013  | ISBN 978-4-04-728718-1 |
| Log Horizon: Nishikaze no Ryōdan (11 volumi)                    |                   |                        |
| 1                                                               | 8 febbraio 2013   | ISBN 978-4-04-712853-8 |
| 2                                                               | 6 settembre 2013  | ISBN 978-4-04-712896-5 |
| 3                                                               | 7 marzo 2014      | ISBN 978-4-04-070049-6 |
| 4                                                               | 8 ottobre 2014    | ISBN 978-4-04-070354-1 |
| 5                                                               | 9 marzo 2015      | ISBN 978-4-04-070507-1 |
| 6                                                               | 9 ottobre 2015    | ISBN 978-4-04-070723-5 |
| 7                                                               | 9 aprile 2016     | ISBN 978-4-04-070859-1 |
| 8                                                               | 8 ottobre 2016    | ISBN 978-4-04-072054-8 |
| 9                                                               | 9 maggio 2017     | ISBN 978-4-04-072283-2 |
| 10                                                              | 9 novembre 2017   | ISBN 978-4-04-072495-9 |
| 11                                                              | 9 maggio 2018     | ISBN 978-4-04-072705-9 |
| Log Horizon Gaiden: Nyanta-hancho shiawase no Recipe (6 volumi) |                   |                        |
| 1                                                               | 31 agosto 2013    | ISBN 978-4-04-729072-3 |
| 2                                                               | 1º settembre 2014 | ISBN 978-4-04-729894-1 |
| 3                                                               | 1º agosto 2015    | ISBN 978-4-04-730600-4 |
| 4                                                               | 1º luglio 2016    | ISBN 978-4-04-734165-4 |
| 5                                                               | 1º giugno 2017    | ISBN 978-4-04-734641-3 |
| 6                                                               | 31 marzo 2018     | ISBN 978-4-04-735060-1 |
| Log Horizon: Kanami, Go! East! (2 volumi)                       |                   |                        |
| 1                                                               | 1º giugno 2016    | ISBN 978-4-04-734070-1 |
| 2                                                               | 31 dicembre 2016  | ISBN 978-4-04-734395-5 |

### Anime

Logo dell'anime

Un adattamento anime di 25 episodi prodotto dallo studio Satelight è andato in onda su NHK Educational TV dal 5 ottobre 2013 al 22 marzo 2014. La serie è stata trasmessa in streaming in simulcast da Crunchyroll in Nord America e in altre parti selezionate del mondo. Le sigle sono rispettivamente database dei Man with a Mission con la collaborazione di Takuma in apertura e Your song * di Yun*chi in chiusura.
Una seconda stagione di 25 episodi prodotta da Studio Deen è andata in onda dal 4 ottobre 2014 al 28 marzo 2015. La sigla iniziale è la medesima della prima stagione mentre quella di chiusura è Wonderful Wonder World * di Yun*chi.
Una terza stagione di 12 episodi intitolata Log Horizon: Entaku hōkai (ログ・ホライズン 円卓崩壊?, Rogu Horaizun: Entaku hōkai) era stata annunciata per l'ottobre 2020, ma a causa dell'emergenza pandemica da Covid-19 è stata posticipata al 13 gennaio 2021 per poi concludersi il 31 marzo successivo. La terza stagione prende il nome dal titolo del dodicesimo volume della web novel originale e l'acronimo ufficiale è DORT. Lo staff e il cast sono tornati a ricoprire i medesimi ruoli dalla seconda stagione. Le sigle sono rispettivamente Different delle Band-Maid in apertura e Blue Horizon di Miyu Oshiro in chiusura.
In Italia sia la prima che la seconda stagione sono state pubblicate in versione sottotitolata su Crunchyroll in latecast

#### Episodi

##### Log Horizon
| Nº | Titolo italiano Giapponese 「Kanji」 - Rōmaji                                      | In onda          | In onda |
| Nº | Titolo italiano Giapponese 「Kanji」 - Rōmaji                                      | Giapponese       |         |
| 1  | L'Apocalisse 「大災害」 - Dai saigai                                               | 5 ottobre 2013   |         |
| 2  | La Battaglia di Loka 「ロカの遭遇戦」 - Roka no sōgū-sen                           | 12 ottobre 2013  |         |
| 3  | Le profondità di Palm 「パルムの深き場所」 - Parumu no fukaki basho                | 19 ottobre 2013  |         |
| 4  | Fuga 「脱出」 - Dasshutsu                                                          | 26 ottobre 2013  |         |
| 5  | Ritorno ad Akihabara 「アキバへの帰還」 - Akiba e no kikan                         | 2 novembre 2013  |         |
| 6  | Crescent Moon 「決意」 - Ketsui                                                    | 9 novembre 2013  |         |
| 7  | Luna crescente 「クレセントムーン」 - Kuresento mūn                                | 16 novembre 2013 |         |
| 8  | Quattrocchi Malvagio 「腹ぐろ眼鏡」 - Haraguro megane                              | 23 novembre 2013 |         |
| 9  | Il consiglio della Tavola Rotonda 「円卓会議」 - Entaku kaigi                      | 30 novembre 2013 |         |
| 10 | Agguato con le tue mani 「その手につかみとれ」 - Sono-te ni tsukamitore            | 7 dicembre 2013  |         |
| 11 | Un invito da Eastal 「イースタルからの招待状」 - Īsutaru kara no shōtaijō          | 14 dicembre 2013 |         |
| 12 | La foresta di Lagranda 「ラグランダの杜」 - Raguranda no mori                      | 21 dicembre 2013 |         |
| 13 | Lo scudo e la libertà 「盾と自由」 - Tate to jiyū                                  | 28 dicembre 2013 |         |
| 14 | World Fraction 「ワールドフラクション」 - Wārudo Furakushon                        | 4 gennaio 2014   |         |
| 15 | Assalto 「襲撃」 - Shūgeki                                                         | 11 gennaio 2014  |         |
| 16 | Il Ritorno del Re Goblin 「ゴブリン王の帰還」 - Goburin ō no kikan                 | 18 gennaio 2014  |         |
| 17 | Una principessa pigra e codarda 「怠惰で臆病な姫君」 - Taida de okubyō na himegimi | 25 gennaio 2014  |         |
| 18 | La spedizione 「遠征軍」 - Ensei gun                                               | 1º febbraio 2014 |         |
| 19 | Seguendo le sue orme 「あの背中を追いかけて」 - Ano senaka o oikake te             | 8 febbraio 2014  |         |
| 20 | Contratto 「契約」 - Keiyaku                                                       | 15 febbraio 2014 |         |
| 21 | Un valzer per due 「ふたりでワルツを」 - Futari de warutsu o                       | 22 febbraio 2014 |         |
| 22 | La rondine e il piccolo storno 「つばめとひなむく」 - Tsubame to hinamuku          | 1º marzo 2014    |         |
| 23 | L'apprendista dello stregone 「魔法使いの弟子」 - Mahōtsukai no deshi              | 8 marzo 2014     |         |
| 24 | Caos 「混乱」 - Konran                                                             | 15 marzo 2014    |         |
| 25 | Il Festival della Bilancia 「天秤祭」 - Tenbin-Sai                                 | 22 marzo 2014    |         |

##### Log Horizon 2
| Nº | Titolo italiano Giapponese 「Kanji」 - Rōmaji                                       | In onda          | In onda |
| Nº | Titolo italiano Giapponese 「Kanji」 - Rōmaji                                       | Giapponese       |         |
| 1  | Shiroe delle Terre del Nord 「北の国のシロエ」 - Kita no kuni no Shiroe             | 4 ottobre 2014   |         |
| 2  | Il fuorilegge e Mithril Eyes 「無法者とミスリルアイズ」 - Muhōmono to Misuri Ruaizu | 11 ottobre 2014  |         |
| 3  | La Strada per gli Inferi 「奈落の参道」 - Naraku no sandō                           | 18 ottobre 2014  |         |
| 4  | Ali spezzate 「ひび割れた翼」 - Hibiware ta tsubasa                                 | 25 ottobre 2014  |         |
| 5  | Vigilia di Natale 「クリスマス・イブ」 - Kurisumasu ibu                             | 1º novembre 2014 |         |
| 6  | Alba smarrita 「夜明けの迷い子」 - Yoake no mayoigo                                 | 8 novembre 2014  |         |
| 7  | Le Fanciulle dell'Acero 「水楓の乙女たち」 - Suifū no otome-tachi                   | 15 novembre 2014 |         |
| 8  | Raid ad Akihabara 「アキバレイド」 - Akiba Reido                                    | 22 novembre 2014 |         |
| 9  | Un mutevole campo di battaglia 「変わりゆく戦場」 - Kawariyuku senjō                | 29 novembre 2014 |         |
| 10 | Capo Gilda 「ギルドマスター」 - Girudo Masutā                                       | 6 dicembre 2014  |         |
| 11 | Retry 「リトライ」 - Ritorai                                                        | 13 dicembre 2014 |         |
| 12 | L'oro dei Kunie 「供贄の黄金」 - Kunie no Ōgon                                      | 20 dicembre 2014 |         |
| 13 | 14/2 Una dolce trappola 「2.14 甘いワナ」 - Ni-ten ichi yon amai wana               | 27 dicembre 2014 |         |
| 14 | Kanami, go east 「カナミ、ゴー！イースト！」 - Kanami, Gō! Īsuto!                   | 10 gennaio 2015  |         |
| 15 | Partenza 「旅立ち」 - Tabidachi                                                     | 17 gennaio 2015  |         |
| 16 | La vampira diurna 「真昼の吸血鬼」 - Mahiru no kyūketsuki                           | 24 gennaio 2015  |         |
| 17 | I Cavalieri di Odysseia 「オデュッセイア騎士団」 - Odyusseia kishidan               | 31 gennaio 2015  |         |
| 18 | Alla fine del concerto 「ライブがはねたら」 - Raibu ga hanetara                     | 7 febbraio 2015  |         |
| 19 | La Notte Rossa 「赤き夜」 - Akaki yoru                                              | 14 febbraio 2015 |         |
| 20 | Birthday Song 「バースデイ・ソング」 - Bāsudei Songu                                | 21 febbraio 2015 |         |
| 21 | Le allodole prendono il volo 「ひばりたちの羽ばたき」 - Hibari-tachi no habataki    | 28 febbraio 2015 |         |
| 22 | Stranieri 「異邦人」 - Ihōjin                                                       | 7 marzo 2015     |         |
| 23 | Isaac e Iselus 「アイザックとイセルス」 - Aizakku to Iserusu                        | 14 marzo 2015    |         |
| 24 | Il sonno della falena eterna 「常蛾の眠り」 - Jōga no nemuri                        | 21 marzo 2015    |         |
| 25 | Pionieri 「開拓者たち」 - Kaitakusha-tachi                                          | 28 marzo 2015    |         |

##### Log Horizon: Entaku hōkai
| Nº | Titolo italiano (traduzione letterale) Giapponese 「Kanji」 - Rōmaji     | In onda          | In onda |
| Nº | Titolo italiano (traduzione letterale) Giapponese 「Kanji」 - Rōmaji     | Giapponese       |         |
| 1  | Il matrimonio di Rayneshia 「レイネシアの結婚」 - Reineshia no kekkon    | 13 gennaio 2021  |         |
| 2  | Il duca di Akiba 「アキバ公爵」 - Akiba kōshaku                          | 20 gennaio 2021  |         |
| 3  | La scissione della Tavola Rotonda 「ひびわれる円卓」 - Hibiwareru entaku | 27 gennaio 2021  |         |
| 4  | Le elezioni generali di Akiba 「アキバ総選挙」 - Akiba sōsenkyo          | 3 febbraio 2021  |         |
| 5  | Benedizioni 「それぞれの祝福」 - Sorezore no shukufuku                   | 10 febbraio 2021 |         |
| 6  | Immortale nell'eterea utopia 「桃源郷の仙君」 - Tōgenkyō no Sen-kun      | 17 febbraio 2021 |         |
| 7  | Non una maledizione 「呪いではなく」 - Noroi de wa naku                  | 24 febbraio 2021 |         |
| 8  | Gli antichi più antichi 「最古の古来種」 - Saiko no koraishu             | 3 marzo 2021     |         |
| 9  | Desiderio 「あこがれ」 - Akogare                                         | 10 marzo 2021    |         |
| 10 | Il labirinto di Akiba 「アキバの迷宮」 - Akiba no meikyū                 | 17 marzo 2021    |         |
| 11 | Il genio della disperazione 「失望の典災」 - Shitsubō no Jīniasu         | 24 marzo 2021    |         |
| 12 | La canzone dell'usignolo 「夜啼鳥の唄」 - Naichingēru no uta             | 31 marzo 2021    |         |

## Accoglienza
Rebecca Silverman di Anime News Network ha notato che la serie ha "la sua interpretazione unica di quello che è diventato un sottogenere del fantasy" rispetto ai precedenti Sword Art Online e alla serie di .hack. Per quanto riguarda l'adattamento anime, Silverman ha notato che uno dei principali inconvenienti era la qualità artistica. Ha ritenuto i disegni dei personaggi con poca considerazione, definendoli "un po 'blandi e generici nel design, il che è già un risultato dato quante opzioni di creazione dei personaggi apparentemente ci sono". Ha usato il design di Akatsuki come esempio, spiegando che la bellezza del personaggio deve essere costantemente ricordata al pubblico nonostante il fatto che "è uno dei personaggi femminili meno sorprendenti sullo schermo". Un altro problema sottolineato da Silverman è stato l'apparente uso eccessivo della natura perversa di Naotsugu per le scene comiche e per alcuni spettatori poteva essere "estremamente odioso". Nonostante questi inconvenienti, Silverman ha osservato che "la serie non dovrebbe essere liquidata come 'solo un'altra scopiazzatura' prima di dargli una possibilità" poiché "ha il potenziale per espandere piuttosto che riformulare la premessa di base dei giocatori intrappolati in un gioco".